# Until Dawn
Until Dawn (lett. "Fino all'alba") è un videogioco survival horror del 2015, sviluppato da Supermassive Games e pubblicato da Sony Computer Entertainment in esclusiva per PlayStation 4.
Il gioco era stato originariamente pianificato per uscire nel settembre 2013 su PlayStation 3, con il supporto di PlayStation Move, ma alla Gamescom 2014 è stato annunciato il suo rinvio all'agosto del 2015 su PlayStation 4. Nel 2024, una versione rimasterizzata con nuovi contenuti è stata pubblicata per PlayStation 5 e Microsoft Windows.

## Trama
(Jack Fiddler mentre si rivolge ai ragazzi)

### Prologo
Il prologo del gioco ha inizio il 2 febbraio 2014 a Blackwood Pines, nella provincia canadese dell'Alberta.
Ashley Brown (Ash), Christopher Hartley (Chris), Emily Davis (Em), Jessica Riley (Jess), Matthew Taylor (Matt), Michael Munroe (Mike), Samantha Giddins (Sam), Beth Washington, Hannah Washington e Joshua Washington (Josh) sono riuniti presso uno chalet di proprietà della famiglia di questi ultimi per una vacanza invernale. Cinque di loro (esclusi Beth, Christopher, Joshua e Samantha) decidono di fare uno scherzo a Hannah usando Michael, di cui la ragazza è segretamente innamorata, come esca: nel momento in cui Hannah crede di essere da sola con lui, gli amici escono allo scoperto filmando la scena con una videocamera, costringendola a scappare nel bosco circostante per la vergogna. Quando Beth raggiunge la sorella per consolarla, le due ragazze si accorgono di essere inseguite da qualcuno, che si rivela essere un tizio misterioso con un lanciafiamme. Nella fuga che segue, le due cadono in un burrone; la polizia non trova però alcun corpo e le sorelle vengono dichiarate disperse.
Il prologo si conclude con una sessione di terapia con il dottor Alan Hill, che si rivolge direttamente al giocatore ponendogli delle domande.

### Presente
Riunitisi a Blackwood Montains l'anno successivo, gli otto amici si incontrano a una baita. Sam sta guardando un video sul cellulare in cui Josh annuncia che è interiormente distrutto per la scomparsa delle sue sorelle, ma che preferisce non pensarci. Arrivata all'esterno della residenza, Sam trova un biglietto di Chris, che le intima di arrampicarsi sul cancello d'ingresso. La ragazza raggiunge lo chalet, dove incontra Chris che, dopo una partita al poligono, la segue alla baita con la funivia.
Nel frattempo, Emily e Matt stanno recandosi alla baita dal cancello anteriore, ma a loro arrivo vengono spaventati da Mike. Dopo l'incontro, Emily si ricorda di dover dire una cosa a Sam e Matt si fa carico delle valigie da portare. Dopo aver portato il tutto alla baita, Matt si reca da Ashley, che sta guardando Mike ed Emily flirtare. Ashley può decidere se far guardare o meno la scena a Matt.
Mike va da Jessica, la sua nuova ragazza: i due raggiungono i compagni allo chalet, dove gli amici assistono a un litigio tra Emily e Jessica.
Il primo episodio si conclude con il dott. Alan Hill che pone alcune domande al giocatore circa le sue paure, facendolo scegliere tra le cose che gli fanno più paura.
Dopo il litigio con Emily, quest'ultima e Matt vanno a prendere la borsa che Emily aveva dimenticato durante l'arrivo alla baita, Sam va a farsi un bagno, e Jessica e Mike giungono al capanno con le chiavi consegnategli da Josh. Durante l'andata, sono però costretti ad attraversare una miniera dall'aspetto inquietante, non rendendosi conto di essere sempre spiati da quella misteriosa figura presente nel precedente episodio e nel prologo.
Dopo essere tornato alla baita, Josh aiuta Sam a trovare la caldaia nel seminterrato. Dopo aver azionato la caldaia, una figura mascherata insegue Sam e Josh, ma si rivela essere Chris, che voleva fargli uno scherzo. I tre si uniscono ad Ashley, decidendo di voler mettere in atto una seduta spiritica per comunicare con le sorelle decedute di Josh.
Nel frattempo, mentre Mike e Jessica si fanno macabri scherzi a vicenda, arrivano al capanno, dove vengono bruscamente interrotti dalla rottura di una finestra, trattasi del telefono di Jessica precedentemente smarrito. Jessica interpreta l'accaduto come uno scherzo ed esce dal capanno per imprecare contro i presunti "colpevoli". Quando però rientra, il vetro dietro di lei esplode e la ragazza viene trascinata via da una misteriosa creatura.
Alla baita, Ashley, Chris e Josh abbandonano la seduta spiritica dopo poche domande allo spirito di Hannah. Scesi in biblioteca, scoprono un messaggio scritto col sangue alle gemelle Washington. Josh viene afferrato da un individuo misterioso, che trascina via anche Ashley. Chris sfonda la porta, ma appena si rialza, viene stordito da un pugno alla fronte dello stesso individuo che aveva rapito Ashley e Josh pochi minuti prima.
Cercandoli, Chris giunge a un vecchio deposito e vede Ashley e Josh legati con una corda a una piattaforma, e minacciati da una grossa sega circolare: Chris dovrà dunque scegliere chi salvare e chi lasciar morire, ma Josh morirà indipendentemente dalla scelta del giocatore.
Comunicato l'accaduto a Matt ed Emily, Chris e Ashley tornano alla baita, mentre la coppia di fidanzati pianifica di andare via da Blackwood Pines. Notando che la funivia è bloccata, sono costretti a risalire un dirupo per arrivare a una torre di controllo, dal quale poter chiamare la Polizia.
Nel frattempo, Mike insegue la misteriosa creatura che ha rapito Jessica fino alle miniere, giungendo poi a un vecchio sanatorio abbandonato. Avventurativisi, Mike trova un lupo che riesce ad addomesticare, assieme ad alcuni indizi che ricostruiscono una storia raccapricciante risalente al crollo delle miniere di Blackwood del 1952.
Dopo aver affrontato un branco di wapiti ostili, Matt ed Emily riescono ad arrivare alla torre di controllo e a chiamare la Polizia, che però afferma che non interverrà prima dell'alba. In seguito, un cervo stacca un cavo della corrente e la linea si interrompe, e la torre di controllo inizia poi a crollare. Qui, Matt dovrà decidere se salvare Emily o pensare solo a sé stesso. Nel primo caso, sarà attaccato dalla misteriosa figura che ha già attaccato Jessica, ma potrà difendersi solo con una pistola-bengala, altrimenti verrà impiccato; nel secondo caso, Emily cadrà ugualmente nelle miniere.
Sam si sta intanto facendo il bagno, ignara di essere spiata dal maniaco che ha già aggredito Josh, Ashley e Chris e che stava spiando quest'ultimo. Dopo che il maniaco se ne va, le candele si spengono. Toltasi gli auricolari, Sam decide di uscire dalla vasca e di incamminarsi verso il piano inferiore. Giunta nella sala del proiettore, viene a conoscenza della presunta morte di Josh. Pochi secondi dopo, ingaggia una fuga dal maniaco, riuscendo a salvarsi a seconda delle scelte prese sul momento dal giocatore; in tal caso, potrà esplorare il laboratorio dello psicopatico e trovare indizi sulle sue attività.
Dopo l'accaduto, Chris e Ashley si mettono alla ricerca di Sam, giungendo nei sotterranei della baita, dove scoprono un tutt'altro hotel. Ashley riesce a vedere lo psicopatico nel suo laboratorio, ma quest'ultimo cattura la coppia, li minaccia entrambi con due mini-seghe sulle loro teste e costringe Chris a compiere un'altra scelta difficile: sparare ad Ashley o a sé stesso.
Uscito dal sanatorio, Mike raggiunge Sam e quest'ultima si veste. Insieme raggiungono il laboratorio dello psicopatico, dove scoprono che quest'ultimo non è nient'altri che Josh, desideroso di vendetta per la morte delle sorelle un anno addietro. Josh aveva inscenato il tutto col sangue dei maiali e aveva potuto permettersi l'attrezzatura da film horror grazie al patrimonio monetario genitoriale e all'esperienza cinematografica di suo padre. Arrabbiati per la messa in scena, Chris e Mike portano Josh al vecchio capanno, dove lo legano.
Intanto, Emily si trova nelle miniere a testa in giù. Facendosi strada tra le alture da scalare e alcuni rottami, incontra un individuo che la aiuta a scappare, salvandola da una creatura che fa ben presto la sua comparsa. Emily scappa attraverso i meccanismi ancora in funzione.
Riuniti alla baita, gli amici vengono raggiunti dall'Estraneo, che li informa della presenza di creature sinistre, dette "Wendigo", e li avverte di non uscire di notte se non armati e in compagnia. L'Estraneo decide di cercare il Wendigo che stava inseguendo Emily, e Chris decide di venire con lui. Giunti al capanno, i due cercano invano Josh e vengono sorpresi dal Wendigo, che decapita l'Estraneo. Chris fugge riuscendo a giungere alla porta della baita. Il Wendigo prende però Josh e lo porta nelle miniere.
Nei sotterranei, Mike decide di andare nel sanatorio allo scopo di trovare Josh e prendere la chiave della funivia, portando il suo gruppo via da Blackwood. Durante il viaggio, Mike si scontra con tutti i Wendigo che erano stati rinchiusi nelle gabbie del sanatorio dall'Estraneo. Nel sanatorio, la polvere da sparo di una lupara entra però in contatto con del liquido infiammabile, e l'incendio che colpisce un'area del sanatorio arde vivo un Wendigo, permettendo a Mike la fuga.
Nel frattempo, Matt e Jessica (se sopravvissuti) si ritrovano in miniera, con Jessica ferita e Matt confuso. Entrambi possono riuscire a scappare e a sopravvivere fino all'alba, a seconda delle scelte del giocatore.
Mike torna da Sam, dopo che è riuscito a farsi dare la chiave della funivia dal delirante Josh, poi portato via da un Wendigo che sembra essere sua sorella Hannah, dal tatuaggio di una farfalla sul braccio. A loro volta, Mike e Sam raggiungono il gruppo, nel frattempo riuscito a raggiungere la baita attraverso le miniere.
Riuniti tutti nel salotto, il gruppo viene attaccato da tre Wendigo, ma il primo viene decapitato da Hannah. Mentre le tre bestie lottano, a Mike viene un'idea: raggiungere la lampadina e romperla, per poi accendere l'interruttore, appiccando un incendio nella baita, così da uccidere i tre mostri. Dopo la fuga di Chris, Ashley ed Emily, lo stesso Mike è costretto a scappare dopo aver rotto la lampadina. Sam riesce ad accendere l'interruttore e a far bruciare la baita, uccidendo i tre mostri.
Subito dopo, arrivano gli elicotteri della polizia e il gioco si conclude con i titoli di coda, durante i quali vi è un'intervista con i sopravvissuti e le scene dei decessi avvenuti durante il gioco.
Nel finale segreto del gioco si vede Josh, ancora vivo, nutrirsi di carne umana, nel pieno della sua trasformazione in Wendigo. Se vi è almeno un sopravvissuto, Josh guarderà alcuni agenti avventuratisi nella miniera, avvicinandovisi affamato; se invece nessuno è sopravvissuto alla notte, il gioco si concluderà sullo sguardo di Josh che osserva il giocatore.

## Modalità di gioco
Until Dawn è un videogioco survival horror suddiviso in undici capitoli, incluso il prologo; l'obiettivo del giocatore è quello di far sopravvivere più ragazzi possibile agli eventi della storia.
Il giocatore controlla, uno alla volta, tutti i ragazzi protagonisti (fatta eccezione per Hannah) e li fa muovere, come in un film interattivo, negli ampi spazi dei luoghi esplorabili durante l'avventura. Sparsi nelle aree vi sono, oltre ai totem che profetizzano possibili scenari futuri, vari oggetti da raccogliere ed elementi da investigare per ottenere indizi utili a risolvere i misteri antecedenti alla storia.
Elemento chiave di Until Dawn sono le scelte multiple nei dialoghi tra i personaggi, da cui dipendono i rapporti tra i ragazzi e le statistiche specifiche di ciascuno di essi, le varietà di azioni che possono anche cambiare l'esito degli eventi nel proseguimento del gioco.

## Personaggi
- Ashley Brown (Galadriel Stineman): è schietta, curiosa e impulsiva; ha una cotta per Christopher.
- Beth Washington e Hannah Washington (Antonella Lentini): sono le sorelle gemelle di Joshua, scomparse durante il prologo dopo che Hannah è stata vittima di uno scherzo da parte degli amici.
- Christopher Hartley (Noah Fleiss): è spiritoso e ama scherzare; è il migliore amico di Joshua e ha una cotta per Ashley.
- Emily Davis (Nichole Bloom): è dotata di un carattere molto forte e dominante, mal sopportato dalla maggior parte degli altri ragazzi; nel prologo era fidanzata con Michael, ma in seguito è diventata la nuova ragazza di Matthew.
- Jessica Riley (Meaghan Martin): è bionda, bella e sicura di sé; è la nuova ragazza di Michael e per questo motivo la più odiata da Emily.
- Joshua Washington (Rami Malek): è il fratello di Beth e Hannah e il migliore amico di Cristopher.
- Matthew Taylor (Jordan Fisher): è calmo, paziente e gentile; è il nuovo ragazzo di Emily e per questo motivo il più odiato da parte di Michael.
- Michael Munroe (Brett Dalton): è bello, simpatico e coraggioso; nel prologo era fidanzato con Emily, ma in seguito è diventato il nuovo ragazzo di Jessica.
- Samantha Giddings (Hayden Panettiere): è la ragazza più atletica del gruppo, nonché la più saggia e riflessiva nelle situazioni difficili; è la migliore amica di Hannah, tanto che nel prologo cerca di avvertirla dello scherzo che gli amici le stanno per fare.
- Alan Hill (Peter Stormare): è uno psichiatra che tra un capitolo e l'altro fa frequenti apparizioni per porre domande particolari al giocatore.
- Jack Fiddler (Larry Fessenden): è un eremita che vive sulla montagna di Blackwood Pines da circa quarant'anni.

## Sviluppo
Until Dawn è stato annunciato per la prima volta durante la Gamescom 2012 come un titolo esclusivo di PlayStation 3 con il supporto del PlayStation Move per compiere determinate azioni; il giocatore avrebbe dovuto controllare i molteplici personaggi della storia in prima persona, con l'aiuto di una torcia elettrica, e smascherare un assassino che cercava di ucciderli. La data di uscita del titolo era inizialmente prevista per il settembre del 2013, ma per lungo tempo non sono trapelate informazioni su di esso, facendo pensare a una possibile cancellazione poi smentita dalla stessa Supermassive Games.
Alla Gamescom 2014 è stato annunciato che Until Dawn sarebbe stato un gioco esclusivo di PlayStation 4, abbandonando l'uso del PS Move in favore del DualShock 4 e del suo innovativo sensore di movimento. Oltre a ciò vi sono stati ulteriori cambiamenti rispetto alla prima versione del titolo, soprattutto nelle meccaniche di gioco: il sistema in prima persona e l'uso della torcia elettrica sono stati abbandonati per far spazio a un'avventura interattiva in terza persona; ciò ha portato gli sviluppatori a riscrivere la storia per favorire una maggiore immersione del giocatore nelle varie ambientazioni.
Il 26 maggio 2015 Sony ha definitivamente annunciato che Until Dawn sarebbe stato commercializzato il 25 agosto in Nord America e il giorno successivo in Europa e Australia. Per coloro che avevano preordinato il gioco è stato concesso di provare una scena bonus con protagonisti Emily e Matthew, poi resa disponibile sotto forma di DLC a pagamento.

## Interpreti e doppiatori
| Personaggio         | Attore statunitense | Doppiatore italiano |
| ------------------- | ------------------- | ------------------- |
| Ashley Brown        | Galadriel Stineman  | Alice Bongiorni     |
| Beth Washington     | Antonella Lentini   | Loretta Di Pisa     |
| Hannah Washington   | Antonella Lentini   | Loretta Di Pisa     |
| Christopher Hartley | Noah Fleiss         | Alessandro Capra    |
| Emily Davis         | Nichole Bloom       | Beatrice Caggiula   |
| Jessica Riley       | Meaghan Martin      | Deborah Morese      |
| Joshua Washington   | Rami Malek          | Alessandro Rigotti  |
| Matthew Taylor      | Jordan Fisher       | Federico Viola      |
| Michael Munroe      | Brett Dalton        | Dimitri Winter      |
| Samantha Giddins    | Hayden Panettiere   | Chiara Gioncardi    |
| Alan Hill           | Peter Stormare      | Mario Scarabelli    |
| Jack Fiddler        | Larry Fessenden     | Gianluca Iacono     |

## Accoglienza
| Testata                    | Giudizio |
| -------------------------- | -------- |
| Metacritic (media al 2019) | 79%      |
| Destructoid                | 7/10     |
| Electronic Gaming Monthly  | 8/10     |
| Game Informer              | 9/10     |
| Game Revolution            | 4/5      |
| GameSpot                   | 8/10     |
| GamesRadar+                | 3,5/5    |
| IGN                        | 7,5/10   |
| Polygon                    | 6,5/10   |
| Multiplayer.it             | 8/10     |
| SpazioGames.it             | 8/10     |

Until Dawn è stato accolto positivamente dalla critica specializzata, che ne ha lodato la grafica, la varietà delle possibili scelte multiple del giocatore e gli elementi horror della storia.

### Premi
Until Dawn ha vinto il premio per la "miglior proprietà originale" ai British Academy of Video Games Awards svoltisi il 7 aprile 2016 a Londra.
| Anno | Cerimonia                              | Categoria                               | Risultato | Note   |
| ---- | -------------------------------------- | --------------------------------------- | --------- | ------ |
| 2015 | Golden Joystick Awards                 | Miglior gioco dell'anno per PlayStation | Candidato | [ 18 ] |
| 2015 | The Game Awards                        | Miglior narrativa                       | Candidato | [ 19 ] |
| 2016 | SXSW Gaming Awards                     | Miglior eccellenza tecnica              | Candidato | [ 20 ] |
| 2016 | National Academy of Video Games Awards | Miglior uso del suono                   | Candidato | [ 21 ] |
| 2016 | British Academy of Video Games Awards  | Miglior gioco britannico                | Candidato | [ 22 ] |
| 2016 | British Academy of Video Games Awards  | Miglior innovazione ludica              | Candidato | [ 22 ] |
| 2016 | British Academy of Video Games Awards  | Miglior proprietà originale             | Vincitore | [ 22 ] |
| 2016 | British Academy of Video Games Awards  | Miglior narrativa                       | Candidato | [ 22 ] |

## Prequel, spin-off e remake
Il 23 gennaio 2018 è stato pubblicato il videogioco The Inpatient, sviluppato da Supermassive Games e pubblicato da Sony in esclusiva per PlayStation 4. La storia, ambientata 60 anni prima degli eventi di Until Dawn, narra le vicende dei minatori rimasti intrappolati sotto la montagna di Blackwood Pines e ricoverati nel sanatorio locale.
Il 13 ottobre 2016 è stato pubblicato uno spin-off per PlayStation VR, Until Dawn: Rush of Blood, che si ambienta nella mente di Josh e vede il protagonista combattere contro molti dei nemici comparsi in Until Dawn, introducendo un nuovo personaggio.
Il 4 ottobre 2024, come già menzionato, è stata pubblicata una versione rimasterizzata del videogioco, ottimizzata per PlayStation 5 e Windows. Oltre a caratterizzarsi per una nuova colonna sonora e per la presenza di nuovi contenuti (rispetto alla versione originale, ad esempio, il posizionamento dei totem è stato rivisto; inoltre, il personaggio interpretato da Jordan Fisher, ossia Matt, è dotato di una nuova capigliatura; infine, una scena della durata di circa dieci minuti, con protagonisti Emily e Matt, dapprincipio giocabile solo per coloro che avessero preordinato la versione originale, è stata inserita all'interno della trama), la nuova versione rimasterizzata consente ai videogiocatori di poter sbloccare due scene post-crediti inedite: nella prima di esse, il personaggio di Josh, una volta sopravvissuto all'attacco del Wendigo, può rimanere umano, sentendo la voce del Dr. Hill augurargli di trovare la redenzione; la seconda di esse, ambientata qualche anno dopo a Los Angeles, raffigura la protagonista Sam svegliarsi alle sei del mattino all'interno della sua camera, probabilmente sottoposta ad una cura mirata a far superare gli eventi di Blackwood Mountain, dotata di una vistosa cicatrice sanguinante sul braccio e chiamata a gran voce da uno sconosciuto che bussa insistentemente alla porta della sua camera.